# Lego: Prietenele din Heartlake City
Lego: Prietenele din Heartlake City (în Engleză Lego Friends of Heartlake City) este un serial animat produs de M2Film cu Grupul Lego. A fost difuzat pe Disney Channel în Statele Unite ale Americii. În România, serialul a fost difuzat pe Minimax.) A avut 19 episoade.
În 2016, o miniserie a fost produsă pentru Netflix, numită Lego: Prietenele  Puterea Prieteniei (în engleză Lego Friends: The Power of Friendship). A avut 4 episoade. 
Un film a fost lansat tot în 2016, numit Lego Friends: Haideți pe Scenă! (în engleză Lego Friends: Girlz 4 Life).

## Personaje
- Olivia - O fată cu părul brun, cu ochii căprui, și a adoptat un câine pe care îl cheamă Scarlett.
- Mia - O fată cu părul roșu, cu ochii căprui, și are un cal pe care îl cheamă Belle.
- Emma - O fată cu părul negru, cu ochii verzi și are un pudel pe care îl cheamă Lady.
- Andrea - O fată brunetă cu părul brun și ochii verzi, căreia îi place să cânte.
- Stephanie - O fată cu părul blond și ochii albaștri, căreia îi place să facă prăjituri.